# Ròm
Ròm (viết cách điệu: RÒM) à một bộ phim điện ảnh độc lập của Việt Nam mang đề tài tâm lý xã hội và tội phạm năm 2019 do Trần Thanh Huy viết kịch bản kiêm đạo diễn. Với sự tham gia diễn xuất của Trần Anh Khoa, Nguyễn Phan Anh Tú, Wowy, Cát Phượng, Mai Thế Hiệp, Mai Trần, Thanh Tú, Thiên Kim và Đào Hải Triều, phim kể về chuỗi ngày mưu sinh bằng nghề môi giới số đề của cậu bé tên Ròm và khát khao thay đổi cuộc đời của những người nghèo quanh cậu.
Ý tưởng về một bộ phim về những cậu bé bán vé số được Trần Thanh Huy xây dựng trước khi phim ngắn 16:30, tác phẩm đoạt giải tại Liên hoan phim Cannes 2013, ra đời. Sau thành công của phim ngắn trên, Trần Thanh Huy quyết định bắt tay vào dự án phim điện ảnh, thai nghén từ ý tưởng những đứa trẻ tranh nhau vé số ở cầu Thị Nghè. Bất chấp những lời mời gọi từ các nhà làm phim khác, vị đạo diễn kiên quyết từ chối. Phim chính thức bấm máy vào tháng 6 năm 2016, sau một thời gian tìm kiếm các nguồn lực đầu tư. Nhiều cảnh quay trong phim sử dụng môi trường thực tế làm phông nền, với bối cảnh chính ở Thành phố Hồ Chí Minh. Toàn bộ thời lượng phim sử dụng các góc quay nghiêng. Cuối năm 2017, Ròm bước vào giai đoạn hậu kỳ.
Ròm ra mắt công chúng lần đầu tại Liên hoan phim quốc tế Busan 2019, nơi đoàn làm phim vinh dự đoạt giải "Làn sóng mới". Trong hai năm 2020 và 2021, phim lần lượt giành về hai giải "Phim điện ảnh đầu tay xuất sắc nhất" tại Liên hoan phim quốc tế Fantasia và "Phim được yêu thích nhất" tại Lễ trao giải Mai Vàng. Tác phẩm trải qua quá trình kiểm duyệt kéo dài trước khi được cấp phép tại Việt Nam cuối tháng 3 năm 2020. Ngày 25 tháng 9 năm 2020, Ròm ra mắt khán giả nước này sau thời gian hoãn chiếu do tác động của đại dịch COVID-19. Phim phá vỡ kỷ lục của Bán đảo Peninsula, trở thành phim có số vé đặt trước cao nhất năm 2020, đồng thời là phim có doanh thu mở màn tuần đầu cao nhất năm trước khi bị Tiệc trăng máu vượt qua. Ròm đứng vị trí thứ sáu trong danh sách tác phẩm điện ảnh Việt Nam có doanh thu mở màn ngày thứ sáu cao nhất mọi thời đại. Bên ngoài lãnh thổ Việt Nam, phim góp mặt tại một số liên hoan phim trước khi được nhà phát hành ở Đài Loan mua bản quyền trình chiếu tại quốc gia này vào ngày 11 tháng 12. Bên cạnh những ý kiến tích cực, tác phẩm cũng đón nhận những đánh giá tiêu cực từ khán giả, truyền thông lẫn giới chuyên môn.

## Nội dung

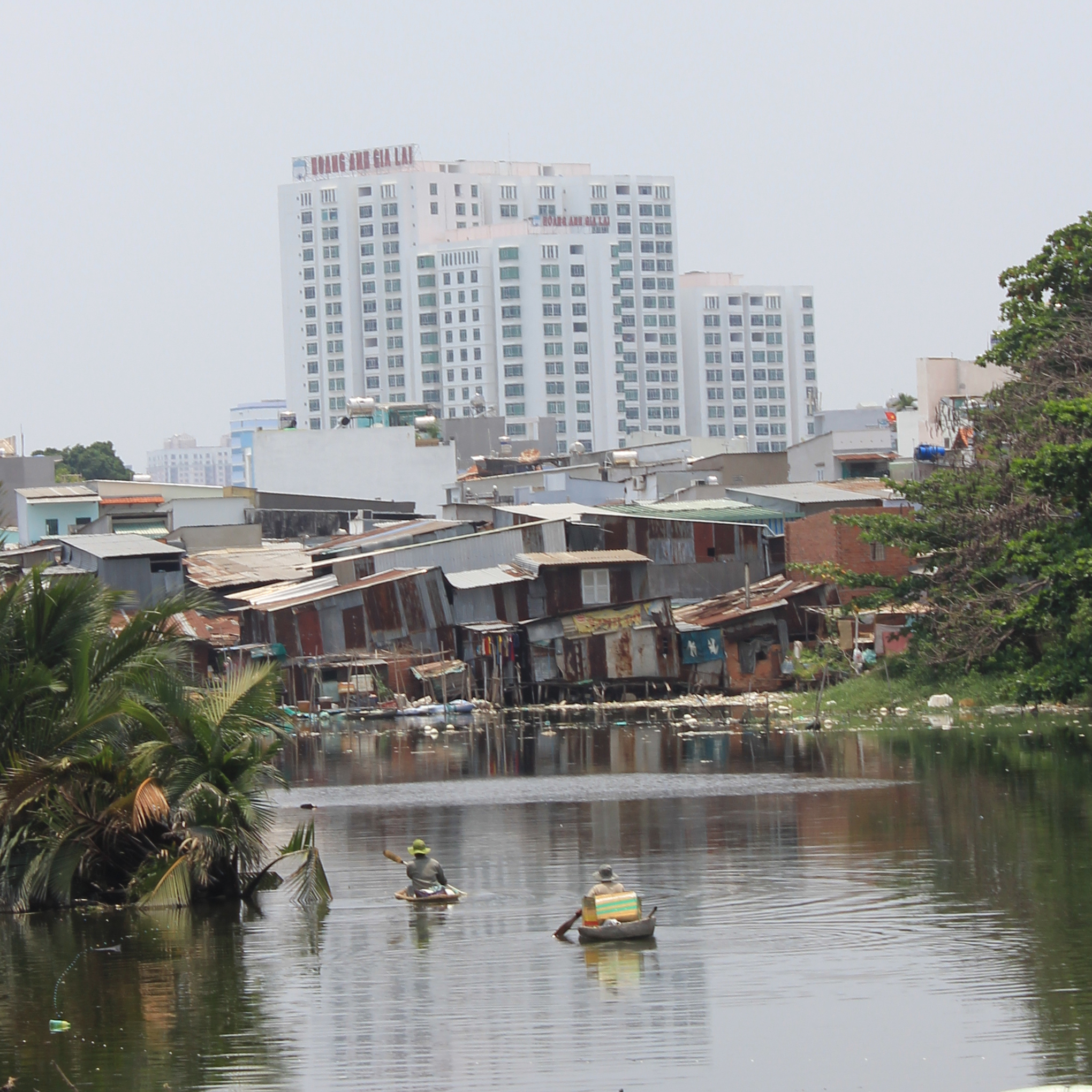
Bên cạnh những tòa nhà cao tầng, Thành phố Hồ Chí Minh vẫn tồn tại những khu ổ chuột. Quy hoạch đô thị và số đề là hai trong số những chủ đề được bàn đến xuyên suốt thời lượng phim.

Ròm là một cậu bé bị cha mẹ bỏ rơi, sống lang thang và không nhà cửa. Thuở nhỏ, cậu may mắn giúp một người phụ nữ trúng 70 triệu đồng tiền số đề nên kể từ đó nhận được sự tin tưởng của người dân. Họ đưa cậu đến sống tại căn nhà nhỏ, nằm trong một khu chung cư đang chờ giải tỏa ở Thành phố Hồ Chí Minh. Xung quanh cậu là những người thích chơi số đề với hy vọng thay đổi cuộc đời, bất chấp việc này bị chính quyền ngăn cấm. Nhiệm vụ của cậu là bằng cách nào đó, vừa nghĩ ra những con số may mắn giúp họ trúng đề, vừa tranh giành với những kẻ cạnh tranh cùng lứa. Theo Ròm, những người đánh số đề thường tin vào những điều lạ trong cuộc sống, hoặc tin vào tâm linh. Khi họ "tìm ra" con số này, họ bất chấp tất cả, kể cả mang nợ, bán nhà để đặt cược may rủi. Họ sẽ ghi lại con số mình muốn, viết giấy nợ rồi đưa cho người ghi đề. Người này sẽ thu thập các con số của người dân sau đó đưa cho "cái mẹ", trung gian giữa người chơi và nhà cái, để chia tiền hoa hồng. Nếu người dân không trả tiền đúng hạn, nhà cái sẽ thuê nhóm cho vay nặng lãi, đứng đầu là một kẻ mang danh chủ nợ đến đòi tiền họ.
Trong một lần chạy đi giao vé dò cho người dân trong chung cư, Ròm bị người dân ở đấy đuổi đánh vì kết quả không như ý họ muốn. Cùng thời điểm này, Phúc, một kẻ cạnh tranh với Ròm đánh bi-a với một kẻ được gọi là "đại ca", tức chủ nợ. Phúc thắng người này 100 nghìn đồng. Sau khi đánh bi-a xong, Phúc chạy đến nhà ông Khắc, một thầy cúng kiêm thợ đóng quan tài, thuyết phục ông đánh con số 95 nhưng ông từ chối, bảo rằng chỉ khi nào tìm được phần mộ của vợ con mình thì mới chấp nhận đánh đề. Trong lúc ấy, những người làm nhiệm vụ khảo sát, đo đạc, quy hoạch đô thị đến đo chiều dài nhà của một đôi vợ chồng sống trong khu chung cư. Nhóm người này cố tình đo số liệu ngắn hơn thực tế. Vì lẽ đó, họ bị chủ nhà dọa chém phải rút đi. Ròm về đến nhà thì chạy ngay sang nhà bà Ba để thuyết phục bà đánh đề nhưng bà từ chối. Lát sau, Phúc xuất hiện, thuyết phục khiến bà dao động. Sau một khoảng lặng, bà miễn cưỡng đồng ý. Trên đường đi giao giấy nợ cùng con số cho Ghi, một "cái mẹ" chuyên ghi và trả số đề, Ròm và Phúc tranh nhau con số của bà Ba. Hôm sau, Ròm lẻn vào nhà bà Ba và phát hiện bà đã treo cổ tự tử. Phúc lập tức có mặt, đổ hết mọi tội lỗi lên đầu Ròm, cho rằng cậu mới là người dụ dỗ bà Ba đánh đề. Tuyệt vọng, Ròm lang thang và gặp được Ghi. Ghi hứa sẽ giúp cậu tìm cha mẹ thất lạc với điều kiện cậu phải giúp cô ta thuyết phục người dân trong chung cư đánh đề và viết giấy nợ.
Ròm tìm đến ông Khắc nhưng kết quả tương tự như Phúc trước đó. Cậu quay về và được Ghi dẫn đến bác sĩ lấy thuốc vì đau dạ dày. Tại đó, Ghi được bác sĩ thông báo rằng tình hình bệnh tật của con trai cô không được khả quan, cần một số tiền lớn để chữa trị. Cùng thời điểm này, Phúc tái đấu bi-a với tay "đại ca" nhưng thua, bị trấn lột sạch tiền. Cùng lúc đó, Ròm đến khu nghĩa trang tìm mộ vợ con ông Khắc. Trong lúc tìm kiếm, chẳng may cậu bị ngã xuống một cái hố sâu. Trận mưa sau đó đã khiến bùn nhão đi, làm lộ ra tấm bia mộ của vợ con ông Khắc. Sau một hồi xoay xở, Ròm cũng thoát khỏi đó và quay về báo cho ông Khắc, ngay thời điểm ông đang làm phép "tìm con số" cho cặp vợ chồng trong khu chung cư. Biết tin Ròm tìm được mộ vợ con mình, ông Khắc vui mừng, đồng thời chấp nhận đánh đề. Nhờ sự chỉ dẫn của Ròm, Khắc đánh con số 37, kết quả hoàn toàn chính xác. Cậu một lần nữa nhận được sự tin tưởng của người dân khu chung cư. Trong lúc ấy, Ghi báo tin cho Ròm rằng cô ta đã tìm được cha mẹ thất lạc của cậu. Cô giao cho cậu số điện thoại của người nắm thông tin. Tối đó, nhóm người giải tỏa chung cư lại xuất hiện nhưng nhanh chóng bị đuổi đi. Trước khi rút đi, họ thông báo rằng hôm sau sẽ giải đáp thỏa đáng mọi thắc mắc cho họ.
Ông Khắc tìm đến nhà Ròm xin cậu đưa ra con số tiếp theo. Sau một hồi suy nghĩ, cậu đưa ra con số 41. Tuy nhiên, trong lúc đi giao vé dò, Ròm bị Phúc phục kích bắt trói lại, nẫng tay trên công việc giao số cho cả chung cư. Tuy nhiên, khi đến nhà Ghi và quay trở lại chỗ nhà cái thì đã quá giờ làm việc. Phúc bị cả khu chung cư đuổi đánh, phải chạy ngược lại nhà Ghi ẩn nấp. Nhưng sau cùng cả Ghi lẫn Phúc đều bị Ròm, lúc bấy giờ đã thoát ra được, cùng người dân đem nhốt ở nhà cậu. Nhiệm vụ của Ròm là trông chừng họ. Cậu gọi điện theo số Ghi đưa và được một người đàn ông yêu cầu giao tiền để được gặp mẹ. Để kiếm đủ tiền, Ròm tìm gặp tay "đại ca". Người này ra giá 200 nghìn đồng, với điều kiện cậu phải đốt cháy cả khu chung cư. Tối hôm đó, tay "đại ca" cùng đàn em xã hội đen, dưới sự hậu thuẫn của nhóm người giải tỏa chung cư, đến đập phá nơi này. Ròm theo lệnh châm lửa, thiêu rụi toàn bộ khu chung cư. Trong lúc đó, tại nhà Ròm, Ghi thoát được và lén ăn trộm số tiền mà cậu dành dụm bao lâu để đi gặp bố mẹ. Trở về và phát hiện sự việc, cậu lang thang trong vô định cho đến khi trời sáng. Khi trở về, cậu cùng với Phúc nhận sự ủy thác của toàn bộ khu chung cư đi giao con đề quyết định. Trên đường đi, Phúc cướp bọc đựng giấy ghi nợ và bỏ chạy. Hai đứa trẻ vừa chạy, vừa đánh nhau rồi lại chạy cho đến khi bộ phim kết thúc.

## Phân vai
- Trần Anh Khoa vai Ròm, cậu bé mồ côi sống ở một khu chung cư cũ tại Thành phố Hồ Chí Minh. Công việc thường ngày của cậu là tư vấn số đề.[8]
- Nguyễn Phan Anh Tú vai Phúc, đối thủ của Ròm.[8]
- Wowy vai Đại ca giang hồ, phản diện chính trong Ròm.[9]
- Cát Phượng vai Bà Ghi, bán xổ số đồng thời làm trung gian chuyển số đề cho các nhà cái.[10]
- Mai Thế Hiệp vai Người chồng[11]
- Mai Trần vai Ông Khắc, làm nghề đóng quan tài cho những người chết. Ông có vợ con đã qua đời.[12]
- Thanh Tú vai Người vợ[11]
- Thiên Kim vai Bà Ba[11]
- Đào Hải Triều vai Người thương lượng[11]

## Sản xuất

### Quá trình phát triển
—Trần Thanh Huy
Tên ban đầu của Ròm là Thằng Ròm, được đạo diễn Trần Thanh Huy thai nghén trong quá trình viết kịch bản cho phim ngắn 16:30, bộ phim vốn chỉ là tác phẩm dự thi tốt nghiệp nhưng đã đoạt giải Cánh diều Vàng 2012 và trình chiếu tại "Góc phim ngắn" của Liên hoan phim Cannes 2013. Tại liên hoan phim này, ông gặp Jane Campion, nữ đạo diễn phim The Piano. Ông nhận được lời khuyên rằng nếu làm phim nên cùng hợp tác với toàn bộ ekip. Đoàn làm phim của ông hầu hết là những người trẻ có niềm đam mê làm phim. Sau thành công từ phim ngắn, Trần Thanh Huy nhận được nhiều lời mời làm đạo diễn nhưng ông từ chối vì muốn xây dựng một bộ phim "theo cách mình thích" đồng thời tìm kiếm nhiều sự công nhận hơn. Ý tưởng ban đầu cho phim là hình ảnh những đứa trẻ tranh nhau bán vé số ở cầu Thị Nghè, Thành phố Hồ Chí Minh. Theo đạo diễn Trần Thanh Huy, triết lý làm phim của ông dựa vào 50–70% câu chuyện cá nhân, xoay quanh những điều gần gũi với bản thân, vì số đề là một phần của đời sống người dân lao động Việt Nam". Cũng theo vị đạo diễn này, ý tưởng về Ròm có trước 16:30, nhưng do điều kiện lúc đó chưa cho phép nên ông đã chọn làm phim ngắn trước. Đó là "một phép thử cần thiết", ông nói, "tôi đã mất đúng 7 năm để Thằng Ròm thành hình".
Trong một buổi giao lưu với sinh viên Trường Đại học Khoa học Xã hội và Nhân văn, Đại học Quốc gia Thành phố Hồ Chí Minh, Trần Thanh Huy tiết lộ bản thân cùng trợ lý biên kịch đã viết 17 cuốn kịch bản outline, 12 cuốn kịch bản chi tiết và hơn 20 treatment. Vị đạo diễn muốn tập trung khắc họa ý tưởng câu chuyện, từ đó tạo ra tiềm năng phát triển thành phim điện ảnh. Trần Thanh Huy sau đó đã thành lập một dự án, đồng thời đi xin tài trợ ở nhiều hãng phim, nhiều cá nhân quen biết, trong đó có HKFilm. Quyết tâm của ông lớn đến mức sẵn sàng chấp nhận bỏ tiền túi ra làm phim nếu không nhận được đầu tư. Cuối năm 2014, tại sự kiện điện ảnh phi lợi nhuận thường niên "Gặp gỡ mùa thu", dự án Ròm nhận được mức hỗ trợ 30 triệu đồng. Mùa xuân năm 2015, vị đạo diễn mang phim của mình giới thiệu tại khóa học sản xuất phim độc lập tổ chức ở Hà Nội và đoạt giải nhất, đồng thời được tham dự khóa tham quan, giới thiệu dự án tại Hollywood. Tháng 10 cùng năm, ông mang dự án đi chào hàng ở Chợ Điện ảnh Liên hoan phim quốc tế Busan. Cuối năm 2015, đạo diễn Huy chính thức xác nhận HKFilm sẽ đầu tư cho tác phẩm của mình.
Trong quá trình xây dựng kịch bản, đạo diễn Trần Thanh Huy đã đến nhiều chung cư trên địa bàn Thành phố Hồ Chí Minh, ghi chép, trò chuyện với nhiều người ở đó. Ông cũng thuê một căn phòng và sống ở đó trong sáu tháng, đồng thời tận dụng mọi thời gian mình có để viết kịch bản, kể cả lúc chạy xe trên đường. Huy làm việc liên tục, có những ngày làm việc từ 18 đến 20 tiếng. Đôi khi, vị đạo diễn ăn, nghỉ tại quán cà phê để duy trì mạch cảm xúc.

### Tuyển vai
Đạo diễn Trần Thanh Huy chọn em trai mình là Trần Anh Khoa vào vai Ròm. Khoa cũng là người thủ vai này trong phim ngắn 16:30. Năm 2012, trong buổi tuyển vai cho phim, Nguyễn Phan Anh Tú, lúc bấy giờ mới 14 tuổi, vượt qua nhiều ứng viên khác để đảm nhận một vai trong phim. Mặc dù không có kinh nghiệm diễn xuất, nhưng việc biết chơi parkour đã giúp anh có được lợi thế với các ứng viên khác. Trong một cuộc phỏng vấn sau này, Nguyễn Phan Anh Tú thừa nhận ban đầu anh nghĩ đó là buổi quay TVC quảng cáo. Mãi cho đến thời điểm thử vai, anh mới biết đó là một dự án điện ảnh. Theo Tú, hơn một tháng sau buổi thử vai, anh mới biết mình đang được tuyển cho vai nam chính của Ròm. Còn theo đạo diễn Trần Thanh Huy, lý do ông chọn Tú là vì anh "có sự hồn nhiên của một đứa trẻ và sẵn sàng chịu tham gia vào cuộc chơi lớn của mọi người". Còn với Cát Phượng, đích thân vị đạo diễn gọi điện mời cô tham gia bộ phim. Lúc bấy giờ, Phượng không biết đạo diễn này là ai, nhưng sau khi xem phim ngắn 16:30, cô gật đầu đồng ý. Ngoài ra, trong quá trình viết kịch bản, vì ấn tượng với ca khúc "Chạy", đạo diễn Huy đã xin phép nhạc sĩ của nó, rapper Wowy, được sử dụng bài hát đồng thời mời anh tham gia dự án của mình.

### Quay phim
Tháng 6 năm 2016, phim bắt đầu giai đoạn bấm máy chính thức. Tổng số ngày quay (không liên tục) là 89 ngày. Khi đến bản dựng thứ 23, đạo diễn Trần Thanh Huy trở nên bối rối với hướng đi tiếp theo. Trong thời gian này, đạo diễn Trần Anh Hùng xuất hiện, đóng vai trò chỉ dẫn, giúp Huy định hình phong cách của mình. Trong thời gian sáu tháng làm việc với đoàn làm phim, Hùng đã chỉ ra những bản dựng tốt, giúp họ ráp nối câu chuyện lại với nhau. Bối cảnh chính của phim diễn ra chủ yếu ở Thành phố Hồ Chí Minh. Theo lời kể của diễn viên Nguyễn Phan Anh Tú, ngày đầu tiên, anh cùng đoàn làm phim di chuyển đến một căn nhà hoang và thấy bất ngờ vì đây là phim trường của một dự án điện ảnh. Cả đoàn làm phim sau đó mỗi người một việc, cùng nhau dọn dẹp căn nhà hoang đó. Về cảnh quay, Ròm chứa đựng nhiều cảnh hành động, đánh nhau. Để quen với việc này, Trần Anh Khoa phải tập nhiều dáng đi sao cho giống "trẻ bụi đời", không được đeo kính cận. Về phần Anh Tú, vì chưa có kinh nghiệm nên anh phải rèn thể lực, học diễn xuất, tập các pha hành động trong một năm, đồng thời đi bán vé số để làm quen với vai diễn. Ngoài ra, Tú cũng phải vượt qua nỗi sợ để thực hiện một vài phân cảnh ở trên cao. Theo lời kể của Trần Thanh Huy, sau khi diễn xong cảnh trên cao, Tú đã giận đoàn làm phim và bỏ đi một lúc. Wowy ấn tượng với cảnh anh đánh nhau với Anh Tú trên bàn bi-a, cho rằng nhờ có cảnh quay đó mà hai người trở nên thân thiết hơn.
Đạo diễn Trần Thanh Huy hiếm khi cho Trần Anh Khoa biết trước kịch bản. Trước thời điểm quay một tuần, hai người mới trao đổi về nội dung sẽ thực hiện. Trong một cảnh quay đánh nhau trên mái nhà, Trần Anh Khoa bị thương. Đoàn làm phim quyết định bỏ cảnh quay này để sơ cứu cho anh. Trong một cảnh vật nhau dưới bùn lầy, Trần Anh Khoa và Nguyễn Phan Anh Tú phải tập nhiều động tác như nắm cổ, kéo chân. Cảnh quay này khiến hai diễn viên xây xát toàn thân, bất chấp sau đó hai người ôm nhau khóc trong 10 phút. Cảnh quay này được thực hiện mà không cắt cảnh. Trần Thanh Huy sau đó đã mang đoạn phim này sang Pháp xử lý khâu tiếng động nhằm tạo hiệu ứng chân thực. Còn trong cảnh Anh Khoa rơi xuống hầm mộ, đoàn làm phim quay liên tục 40 lần. Wowy phải cạo đầu ngay trên phim trường để có tạo hình phù hợp với vai diễn. Trong khi đó, Cát Phượng phải để cho Nguyễn Phan Anh Tú nắm giật tóc, đồng thời bị người dân lao vào đánh. Cảnh quay này được thực hiện hơn 10 lần.
Phim tận dụng các khung cảnh thực, dùng các con đường, ngõ hẻm ở Thành phố Hồ Chí Minh làm phim trường. Đạo diễn hình ảnh Nguyễn Khắc Nhật cho biết đoàn làm phim tận dụng hết cỡ ánh sáng tự nhiên, căn chỉnh thời gian, địa điểm lẫn các mùa trong năm. Cảnh quay Ròm và Phúc đánh nhau ở ngã tư cũng dựa vào bối cảnh môi trường khi hai diễn viên lao vào một chiếc taxi đang di chuyển chậm. Vụ va chạm làm người tài xế có phần hốt hoảng. Còn cảnh quay ngập nước dài 45 giây được thực hiện vào thời điểm Thành phố Hồ Chí Minh đang trong mùa mưa. Trong một buổi phỏng vấn, đạo diễn Huy tiết lộ do thời điểm thành phố ngập nước chỉ xảy ra vài lần trong suốt mùa mưa nên ông đã cất trữ sẵn một chiếc máy quay mượn của người bạn, chờ đến khi trời mưa rồi mang ra thực hiện, đồng thời gọi điện nhờ đoàn làm phim có mặt.
Toàn bộ thời lượng phim sử dụng các góc quay nghiêng. Đây là tác phẩm điện ảnh đầu tiên ở Việt Nam sử dụng góc quay nghiêng cho cả bộ phim. Ý tưởng này được đạo diễn hình ảnh Nguyễn Vinh Phúc đề xuất. Theo ông, mục đích của việc sử dụng góc quay này là để "phù hợp với việc miêu tả những cuộc sống bấp bênh của người dân lao động, những tầng lớp thấp bé trong xã hội". Đoàn làm phim cũng sử dụng nhiều loại máy quay ở từng thời kỳ khác nhau, nhưng phần lớn là máy quay Canon Red Pro 5.0. Bối cảnh khu chung cư trong phim được di dời từ đường Cô Giang về Thanh Đa. Những cảnh quay trong hẻm được thực hiện ngay trên xe máy. Đoàn làm phim cũng tận dụng nhiều ống kính góc rộng, đẩy sát vào gần diễn viên để làm sáng tỏ biểu cảm trên gương mặt họ. Khi đóng máy, Ròm có tổng dung lượng là 36 TB.

### Hậu kỳ và kiểm duyệt
Cuối tháng 11, đầu tháng 12 năm 2017, Ròm bước vào giai đoạn hậu kỳ. Công đoạn chỉnh màu được giao hoàn toàn cho Bùi Công Anh. Trong một cuộc phỏng vấn, Trần Thanh Huy tiết lộ tuy phim dùng đến tám loại máy quay khác nhau nhưng nhờ hiệu ứng chỉnh màu mà sự khác biệt được loại bỏ. Với sáu năm kinh nghiệm sử dụng phần mềm DaVinci Resolve Studio, nhiệm vụ của Anh là duy trì cảm giác "thô ráp" của các khu ổ chuột ở Thành phố Hồ Chí Minh nhưng phải làm sao để giữ được nét riêng của từng nhân vật trong tác phẩm. Để làm được điều đó, ông tinh chỉnh màu da cho những người trong khu ổ chuột cam hơn. Về nhân vật Ròm, trong phần lớn thời lượng phim, khi có mặt những người xung quanh, màu sắc của cậu tương tự như họ, đến khi Ròm xuất hiện đơn lẻ thì Anh mới tinh chỉnh màu cho cậu khác đi. Theo đó, màu nền xung quanh Ròm sẽ thay đổi theo thời gian trong ngày: màu đỏ, cam vào ban ngày, xanh và hồng lúc sáng sớm. Để thực hiện, ông sử dụng chức năng "Curve" tích hợp sẵn trong phần mềm. Cảnh khu chung cư bị cháy được vị này dùng chức năng "Power Windows", dìm bớt các chi tiết cũng như tăng độ sáng phần mặt cho các nhân vật. Khi cần đồng bộ hóa các khung hình trong một cảnh phim, Anh sử dụng nhiều công cụ chỉnh màu sơ cấp, thứ cấp khác nhau. Cũng theo ông, mỗi cảnh phim cần hai đến ba ngày để hiệu chỉnh, với thời gian hoàn thành là hơn bốn tháng. Những âm thanh của môi trường hầu hết là âm thanh 5.1. Trong phim có phân đoạn Trần Anh Khoa khóc nhưng qua hậu kỳ đã được cắt bỏ vì "đánh mất năng lượng của nhân vật".
Ngày 4 tháng 9 năm 2019 nhà sản xuất phim Ròm đã gửi bản phim đến Cục Điện ảnh và có buổi chiếu thẩm định vào một tuần sau. Đến ngày 11 tháng 9, hội đồng có kết quả thẩm định với việc hãng phim phải sửa chữa lại một số nội dung theo yêu cầu. Tuy nhiên, trong thời gian này, nhà sản xuất phim lại gửi tác phẩm của mình đi tranh giải ở Liên hoan phim quốc tế Busan. Do đó, ngày 14 tháng 10 năm 2019, thanh tra thuộc Bộ Văn hóa, Thể thao và du lịch ra quyết định xử phạt hành chính đối với nhà sản xuất của Ròm là Công ty cổ phần sản xuất phim Hoan Khuê (HKFilm) vì lý do nhà sản xuất đã "phát hành phim khi chưa được cấp phép phổ biến". Theo quyết định, Ròm phải nộp phạt hành chính 40 triệu đồng, đồng thời buộc "tiêu hủy tang vật vi phạm" trong vòng 10 ngày, nếu không sẽ bị cưỡng chế. Trước đó, đạo diễn Trần Thanh Huy đã có cuộc gặp riêng tư với quyền Cục trưởng Cục Điện ảnh. Trong cuộc gặp này, ông đã đề xuất một vài hướng chỉnh sửa để hội đồng xem xét, tuy nhiên các ý kiến này đều bị bác bỏ. Quyết định trên nhận nhiều phản ứng trái chiều. Đạo diễn Phan Đăng Di và Nguyễn Hoàng Điệp bày tỏ sự không đồng tình trước quyết định này. Theo Nguyễn Cao Thái, chánh thanh tra bộ, quyết định của họ giống như "hủy một đôi [giày] bị lỗi", nghĩa là chỉ yêu cầu hủy bản phim đi dự ở Busan chứ không phải bản phim đang chờ xét duyệt, nhấn mạnh rằng yêu cầu trên không phải là hủy bộ phim Ròm. Tuy nhiên, nhiều ý kiến cho rằng cách xử lý của cục này có phần nặng tay và cứng nhắc khi can thiệp sâu vào nội dung của nhiều bộ phim trong nước nhưng lại quá lỏng lẻo, cẩu thả và bất cẩn khi duyệt phim nước ngoài. Đạo diễn Trần Thanh Huy cũng tiết lộ rằng từng nhận cuộc gọi cá nhân từ một thành viên trong hội đồng kiểm duyệt, với nội dung yêu cầu chỉnh sửa và loại bỏ một số chi tiết có liên quan đến vụ giải tỏa đất đai ở Thủ Thiêm.
Ngày 31 tháng 3 năm 2020, Ròm được cấp phép phát hành ở Việt Nam với nhãn 18+ sau khi đã chỉnh sửa, cắt bỏ và thay đổi những nội dung theo yêu cầu của hội đồng duyệt phim. Trong thời gian chờ duyệt, nhà phát hành quyết định bỏ qua các liên hoan phim quốc tế, bất chấp được chọn cho vòng tranh giải chính thức. Đạo diễn Trần Thanh Huy cho biết tuy nội dung phim đã thay đổi qua "thay thế", "gia giảm" thời lượng một số phân đoạn, nhưng phần cốt truyện chính vẫn được giữ lại và "cuộc hành trình của 2 nhân vật chính vẫn còn nguyên vẹn". Theo tờ The Straits Times, do kiểm duyệt nên phiên bản công chiếu tại Việt Nam đã được biến tấu sao cho có một cái kết hạnh phúc hơn, khác với bản công chiếu tại Busan. Còn theo báo Dân trí, hai bản phim nêu trên có thời lượng không khác nhau.

## Âm nhạc
Nhạc sĩ Tôn Thất An được mời viết nhạc cho Ròm. Ông cùng đạo diễn Trần Thanh Huy đến Pháp để xây dựng phần âm thanh, hợp tác cùng nhà thiết kế âm thanh Phạm Anh Khoa, giám sát âm thanh Boris Chapelle. Theo đạo diễn Trần Thanh Huy, danh sách bài nhạc do nhạc sĩ sáng tác đều được chính ông sắp xếp theo một bố cục thích hợp. Ca khúc chủ đề trong phim là "Chạy", do rapper Wowy sáng tác. Phần lời được Wowy bổ sung thêm một vài câu từ cho phù hợp với bối cảnh phim. Phần âm nhạc được Tôn Thất An phối lại trong thời gian ở Pháp, với nhạc đệm là tiếng trống cùng tiết tấu nhanh, kết hợp cùng giọng ngân của một ca sĩ opera người Pháp. Riêng tiếng trống được thu âm tại Nhật Bản, sau đó gửi sang Pháp xử lý. Lý giải việc chọn ca khúc, đạo diễn Huy cho biết ông "thấy giữa bài hát và bộ phim có nhiều điểm tương đồng". Trong phim, đoạn nhạc xuất hiện trong một vài cảnh như Ròm chạy cho kịp giờ ghi số đề, trốn khỏi sự truy đuổi của xã hội đen. Theo Wowy, phiên bản bài "Chạy" trong phim chiếu ở Busan có giá trị nghệ thuật tốt hơn so với phiên bản chiếu tại Việt Nam. Soundtrack của Ròm được nhạc sĩ Tôn Thất An công bố trên Bandcamp vào ngày 23 tháng 9 năm 2020.

### Danh sách bài hát
Dưới đây là danh sách nhạc của Ròm. Danh sách được lấy từ Bandcamp.
| STT              | Nhan đề                      | Thời lượng |
| ---------------- | ---------------------------- | ---------- |
| 1.               | "Opening"                    | 4:25       |
| 2.               | "River"                      | 2:19       |
| 3.               | "Streets"                    | 1:16       |
| 4.               | "Bà Ba"                      | 2:05       |
| 5.               | "The Death"                  | 4:04       |
| 6.               | "The Numbers"                | 5:37       |
| 7.               | "City (Chạy)"                | 2:50       |
| 8.               | "Cemetery/Rain"              | 4:32       |
| 9.               | "Night"                      | 1:53       |
| 10.              | "Boy running"                | 1:32       |
| 11.              | "(A boy) In the Crowd"       | 3:21       |
| 12.              | "Sunset"                     | 2:28       |
| 13.              | "Fire"                       | 2:48       |
| 14.              | "Fight/Loss/Memory"          | 3:01       |
| 15.              | "Rage"                       | 4:32       |
| 16.              | "Chạy (Dragon version)"      | 3:41       |
| 17.              | "Race/Fight"                 | 2:31       |
| 18.              | "Always running/End Credits" | 6:02       |
| Tổng thời lượng: | Tổng thời lượng:             | 58:57      |

## Phát hành
Ròm công chiếu lần đầu tại Liên hoan phim quốc tế Busan năm 2019 và tranh tài tại hạng mục "Làn sóng mới" dù trước đó nhà sản xuất đã xin rút khỏi liên hoan phim này. Năm 2020, tác phẩm góp mặt tại một số liên hoan phim như Liên hoan phim Bangkok ASEAN, Liên hoan phim quốc tế Giffoni, Liên hoan phim quốc tế Fantasia, Liên hoan phim châu Á New York, Liên hoan phim quốc tế Schlingel và Liên hoan phim châu Á Barcelona. Sau khi góp mặt tại mục "Windows on Asia" của Liên hoan phim Kim Mã, Ròm được nhà đầu tư Đài Loan mua bản quyền phát sóng tại quốc gia này từ ngày 11 tháng 12. Năm 2021, phim góp mặt tại Liên hoan phim châu Á Osaka, Liên hoan phim quốc tế Kerala, Liên hoan phim Five Flavours. Ngày 9 tháng 7 cùng năm, phim được công chiếu tại các rạp ở Nhật Bản.
Giữa năm 2020, Ròm cho ra mắt áp phích và đoạn phim quảng bá. Theo đó, áp phích của tác phẩm là hình ảnh Ròm ngồi trên tấm cửa sổ bắc ngang qua hai hành lang chung cư, nổi bật với góc quay nghiêng bên cạnh những món đồ sinh hoạt thường ngày của người dân lao động. Ở đoạn phim quảng bá, nhà phát hành cũng giới thiệu về cuộc sống thường ngày của nhân vật chính. Ban đầu, tác phẩm dự kiến ra mắt tại Việt Nam vào ngày 31 tháng 7 năm 2020. Tuy nhiên, thời gian công chiếu đã bị lùi lại do ảnh hưởng của đại dịch COVID-19 tại Việt Nam. Giữa tháng 9, nhà sản xuất Ròm cho phát hành đoạn phim hậu trường cùng những khoảnh khắc kỷ niệm của diễn viên, đoàn làm phim trong thời gian thực hiện. Phim có buổi họp báo ra mắt vào ngày 23 tháng 9 trước khi công chiếu chính thức tại tất cả các rạp ở Việt Nam hai ngày sau đó. Trong một cuộc khảo sát do CGV Việt Nam thực hiện, Ròm là một trong số tác phẩm điện ảnh được mong chờ nhất năm 2020.
Ngày 15 tháng 2 năm 2021, nhân dịp Tết Nguyên Đán, Ròm ra mắt nền tảng chiếu phim trực tuyến Galaxy Play theo hai mức giá cho thuê lần lượt là 60.000 đồng và 100.000 đồng.

## Đón nhận

### Doanh thu phòng vé
Tính đến ngày 24 tháng 9 năm 2020, Ròm có tổng cộng 16.000 vé đặt trước. Riêng ở cụm rạp CGV, bộ phim có 12.000 vé đặt trước, vượt qua kỷ lục số vé đặt trước của Bán đảo Peninsula, trở thành tác phẩm điện ảnh có số vé đặt trước cao nhất năm. Đến 8 giờ sáng ngày 25 tháng 9, con số này là 20.000 vé. Sau hai ngày mở bán, phim nhận được 45.000 vé đặt trước. Doanh thu mở màn ngày đầu của Ròm là hơn 10 tỷ đồng với hơn 120.000 vé bán ra, đứng đầu danh sách phim Việt có doanh thu mở màn ngày thứ sáu trong năm 2020 và xếp thứ sáu trong danh sách phim Việt có doanh thu mở màn ngày thứ sáu cao nhất mọi thời đại. Ròm chạm mốc 250 nghìn vé sau hai ngày công chiếu, với doanh thu 1 triệu USD (23 tỉ đồng). Sau 3 ngày, phim đạt doanh thu 28,5 tỉ đồng, soán ngôi Bán đảo Peninsula, qua đó trở thành tác phẩm có doanh thu tuần đầu công chiếu cao nhất năm 2020 trước khi bị Tiệc trăng máu vượt qua. Phim đạt doanh thu 2 triệu đô la Mỹ (46 tỉ đồng) sau 1 tuần công chiếu. Sau 10 ngày công chiếu, doanh thu Ròm là 55 tỉ đồng với hơn 750 nghìn khán giả đến rạp. Tính đến hết tháng 10, phim thu về 63 tỉ đồng. Xét về tổng doanh thu, Ròm cùng Tiệc trăng máu chiến 30% doanh thu của tất cả phim Việt ra mắt năm 2020. Với con số này, tác phẩm lọt vào danh sách phim có doanh thu cao nhất năm.
Theo báo điện tử VnExpress, thành công bước đầu của Ròm "tạo động lực cho nhiều nhà làm phim Việt". Đồng tình với quan điểm trên, Nguyễn Quốc Khánh, đại diện truyền thông CGV thừa nhận tác phẩm "là minh chứng cho việc khán giả sẽ ra rạp xem phim Việt khi sản phẩm có nội dung hay và thu hút". Minh Khuê của báo Người lao động thì cho biết thành công của phim "là tín hiệu cho thấy hiệu quả của sự đoàn kết, chung tay góp sức vượt khó khăn giữa các đơn vị phát hành, nhà sản xuất". Lê Hồng Lâm trên bài phân tích viết cho BBC Tiếng Việt nhận định thành công phòng vé của Ròm dựa vào thời điểm ra mắt thích hợp, khi ít phải cạnh tranh với các tác phẩm trong cùng thời điểm. Cũng theo nhà phân tích này, sức hút của Wowy đến từ chương trình truyền hình Rap Việt, cũng như những đánh giá tích cực từ một số người nổi tiếng đã góp phần làm nên "kỷ lục chưa từng có với phim độc lập". Mộc Miên của báo Pháp luật & Xã hội thừa nhận "sáng tạo nghệ thuật và kỹ thuật hình ảnh" là yếu tố giúp Ròm chinh phục khán giả. Theo Mi Ly của báo Tuổi Trẻ, việc lùi lịch chiếu từ 31 tháng 7 đến 25 tháng 9 do tác động của Đại dịch COVID-19, cộng với cú hích từ hội thảo "Thúc đẩy điện ảnh Việt hậu COVID-19" đã mang lại hiệu ứng thuận lợi, giúp Ròm trở thành "tâm điểm dư luận" khi ra mắt. Hải Duy của báo Sài Gòn Giải Phóng nhận định thành công của Ròm có tác động bởi yếu tố may mắn, cùng việc được ưu ái công chiếu tại những khung giờ đẹp. Cùng quan điểm, Hương Nhu của báo Phụ nữ thừa nhận doanh thu của Ròm đến từ hiệu ứng tò mò của khán giả sau một thời gian bị cấm chiếu.

### Đánh giá

#### Khán giả
Ròm là phim gây tranh cãi lớn trong cộng đồng, chia làm hai nhóm khán giả với hai cách cảm nhận khác nhau. Những người khen phim tìm thấy sự đồng điệu với cuộc sống của các nhân vật trong phim, nhận định tác phẩm có một cái kết ý nghĩa, phản ánh chân thực hiện trạng xã hội Việt Nam. Trong khi đó, nhóm chê phim cho rằng hiện thực trong phim hoàn toàn xa lạ, khó cảm, đi kèm với cái kết nhạt nhẽo, đồng thời bày tỏ sự tiếc nuối khi nhà làm phim cắt đi những phân cảnh quan trọng. Họ cũng không đánh giá cao màn trình diễn của Nguyễn Phan Anh Tú. Lý giải về điều này, nhà phân tích Lê Hồng Lâm nhận định bên cạnh nhịp điệu nhanh, có phần "cuồng loạn", kết hợp với nhiều điểm tương đồng với tác phẩm Xích lô của đạo diễn Trần Anh Hùng thì nội dung của Ròm chỉ mới dừng lại ở phần kịch bản, ở mức ký họa, chưa đáp ứng được kỳ vọng của khán giả về một "điều gì đó có tính thông điệp hoặc biểu tượng về hiện thực của người nghèo ở đô thị Việt Nam hay một kịch bản giàu kịch tính với những nhân vật có số phận, khiến họ khó quên khi ra khỏi rạp chiếu". Đạo diễn Trần Thanh Huy cho biết kết phim khó hiểu là nằm trong dụng ý, ông nói, "tôi muốn nhân vật của mình chân thật như bước vào phim từ đời thực. Mỗi nhân vật phụ có thể đến với nhân vật chính bất ngờ và ra đi đột ngột, nhưng vai trò của họ không ảnh hưởng lớn đến nhịp điệu của phim".

#### Truyền thông
Viết cho tạp chí Saigoneer, Khôi Phạm nhận định Ròm khiến người ta có cảm giác như đi trên một chuyến tàu lượn siêu tốc đang lao xuống với vận tốc tối đa. Điều này phần nào vắt kiệt cảm xúc của người xem nhưng đồng thời cũng là đẳng cấp nghệ thuật. Phạm cho rằng tác phẩm "là một cuộc khám phá sâu sắc, tàn bạo đến mức trơ trẽn về những tầng sâu nhất của thân phận con người, được thực hiện bằng sự khéo léo và cống hiến đầy tính nghệ thuật của điện ảnh". Trên Zing News, Trung Rwo phóng chiếu, liên tưởng hiện thực trong phim tựa như "hiện thực bồn rửa chén", một dạng làm phim buộc người xem phải nhìn vào hiện thực khắc nghiệt, hình thành trong giai đoạn thập niên 50 và 60 ở Anh. Nhà báo này cho rằng việc sử dụng hiện thực này cùng đoạn kết "lơ lửng, không vui" chính là yếu tố góp phần tạo nên tính trung lập cho tác phẩm. Phúc Nguyễn của báo điện tử VnExpress so sánh Ròm với phim Ký sinh trùng của đạo diễn Bong Joon-ho, nhấn mạnh sự cách biệt giàu nghèo, sự dàn dựng hiệu quả bối cảnh phim đã khắc họa rõ nét cuộc đời những người nghèo ở đô thị lớn. Mi Ly của báo Tuổi Trẻ ví bộ phim như người em họ của Thành phố của Chúa, nhưng cho rằng về tổng thể, tác phẩm chưa hoàn hảo vì diễn biến quá nhanh, gây cảm giác rời rạc, hụt hẫng, thiếu sót. Đồng tình với quan điểm trên, P. C. Tùng của báo Thanh Niên đánh giá kịch bản phim gây hụt hẫng, với tâm lý, động cơ cùng cách giải quyết vấn đề của từng nhân vật tuy có tính nghệ thuật nhưng chưa được liền mạch. Viết cho báo Văn Hóa, Thùy Trang nhận định Ròm "chưa kể được một câu chuyện trọn vẹn hay mang đến cho khán giả góc nhìn mới về những cuộc đời lam lũ, [...] một số trường đoạn chưa mạch lạc, nhân vật hành động thiếu động cơ và thiếu sức thuyết phục". Trong khi đó, Cẩm Hà của tạp chí Văn nghệ quân đội thừa nhận vấn nạn số đề mà tác phẩm khai thác đã quá lỗi thời, đi kèm với cốt truyện nhàm chán và khuôn thức xây dựng nội tâm nhân vật sáo rỗng. Cô cho rằng bộ phim "chưa đủ tầm vóc trở thành một hiện tượng của điện ảnh theo đúng nghĩa". Trên báo Tiền Phong, Nguyễn Mạnh Hà nhận xét tác phẩm "có xu hướng phóng đại và cường điệu hóa độ xấu bẩn" khi miêu tả những góc khuất ở Thành phố Hồ Chí Minh. Nhà báo này cho rằng tuyến nhân vật trong Ròm thiếu cảm xúc, hành xử không theo logic, với cấu tạo thể chất "không giống người", đồng thời ví bộ phim giống như "một trò chơi trực tuyến kéo dài vĩnh viễn".
Trên The Storm Media, Tố Phác Huân nhận định Ròm "không chỉ trình bày hiện thực xã hội Việt Nam và những đứa trẻ đường phố dưới đáy xã hội mà còn đề cập đến văn hóa cờ bạc chưa bao giờ được coi trọng trong xã hội Đài Loan". Để phô bày điều đó, ông cho rằng đạo diễn Trần Thanh Huy đã sử dụng những phân cảnh rượt đuổi, trình diễn parkour và nhiều đoạn phim với cường độ cao. Văn Thiên Tường của Mirror Media khẳng định tác phẩm khác hoàn toàn so với những phim từng công chiếu tại Đài Loan trước đây, đồng thời cho rằng so với kịch bản và tuyến nhân vật thì các cảnh phim cũng như màn thể hiện của các diễn viên cuốn hút, sống động hơn.

#### Chuyên môn
Đạo diễn người Anh Mike Figgis, giám tuyển Liên hoan phim quốc tế Busan cho rằng việc Ròm sử dụng các địa điểm tả thực, sống động đã gây ấn tượng lớn với ban giám khảo. Ông cho rằng phim có kết thúc rất mỹ mãn. Cây bút Panos Kotzathanasis của chuyên trang Asian Movie Pulse dành lời khen cho màn trình diễn của Trần Anh Khoa và Nguyễn Phan Anh Tú, nhấn mạnh yếu tố thời đại mà bộ phim mang lại, với "bức tranh về một thế giới khá tăm tối nhưng rất thực, nơi những giá trị như tình yêu, tình bạn, lòng thương xót và mối tương lân không có chỗ đứng". A.W. Kautzer của tạp chí The Movie Isle viết: "Ròm không đơn thuần là một tiếng kêu cứu mà cho chúng ta thấy cuộc sống của chính các nhân vật bên trong nó. Những con người ấy thấu hiểu những bất công nhưng không bao giờ than vãn về chế độ, họ tự biết tiến về phía trước, đôi khi bạo lực, đôi khi bằng sự duyên dáng. Có một quan điểm không thể nhầm lẫn được và đến cuối cùng, con người trong Ròm, cả nhân vật chính lẫn bộ phim đã mang lại một nét đặc trưng mà ít bộ phim cùng loại nào có được".
Về mặt dựng phim, Tô Đình Tuân, trưởng ban tổ chức Giải Mai Vàng thừa nhận phim có "những thước phim mẫu mực về mặt kỹ thuật khi được thực hiện chỉn chu, kết hợp nhịp nhàng trong từng khung hình với góc máy lạ". Dương Cẩm Thúy, Chủ tịch Hội Điện ảnh Thành phố Hồ Chí Minh cũng bày tỏ sự ấn tượng về cách quay, dựng, thiết kế mà đoàn làm phim thực hiện. Le Nguyen của tạp chí Jump Cut bình luận thế giới trong Ròm là một cuộc thử thách đầy khó chịu theo cách nhìn của Trần Thanh Huy, được hỗ trợ bởi tài biên soạn "đầy mê loạn nhưng dễ hiểu" của ông và Lee Chatametikool, cộng với nghệ thuật quay phim tốc độ cao của Nguyễn Khắc Nhật và Nguyễn Vinh Phúc. Cùng quan điểm, nhà văn, nhà phê bình Jennie Kermode cho rằng Ròm là một tác phẩm "nổi bật trên màn ảnh", cộng hưởng nên bởi thuật quay phim sống động, bắt trọn mọi chi tiết trong đời sống thực của Nguyễn Vinh Phúc.
Nhà phê bình Thomas Wishloff cho rằng mức độ "chống chủ nghĩa tư bản" trong Ròm mạnh đến nỗi phải cần đến một tác phẩm tương tự là Strike của Sergei Eisenstein mới có thể sánh được. Đối với Wishloff, sự phàn nàn lớn nhất của ông là phim đã phô bày gần như mọi thứ trong 15 phút đầu tiên. Còn trên tạp chí Screen International, nhà phê bình Allan Hunter nhận xét đạo diễn Trần Thanh Huy đã giữ cho cốt truyện Ròm đi đúng hướng, bất chấp kết thúc phim hơi bất ngờ, đột ngột và không có hậu.

### Giải thưởng và đề cử
Ròm đã giúp đạo diễn Trần Thanh Huy cùng đoàn làm phim giành giải "Làn sóng mới" tại Liên hoan phim quốc tế Busan 2019, qua đó trở thành phim Việt Nam đầu tiên đoạt giải thưởng này. Tác phẩm cũng nhận về giải "Phim điện ảnh đầu tay xuất sắc nhất" tại Liên hoan phim quốc tế Fantasia một năm sau đó. Tại Việt Nam, Ròm về nhất ở hạng mục "Phim được yêu thích nhất" tại Lễ trao giải Mai Vàng.
| Năm  | Sự kiện                         | Hạng mục                                    | Đề cử cho        | Kết quả                       | Nguồn           |
| ---- | ------------------------------- | ------------------------------------------- | ---------------- | ----------------------------- | --------------- |
| 2019 | Liên hoan phim quốc tế Busan    | Làn sóng mới                                | Ròm              | Đoạt giải                     | [ 153 ] [ 154 ] |
| 2020 | Liên hoan phim quốc tế Giffoni  | Generator +13                               | Ròm              | Tranh giải                    | [ 162 ] [ 163 ] |
| 2020 | Liên hoan phim quốc tế Fantasia | Phim điện ảnh đầu tay xuất sắc nhất         | Ròm              | Đoạt giải                     | [ 156 ] [ 157 ] |
| 2020 | Liên hoan phim châu Á Barcelona | Phim hay nhất (hạng mục bình chọn đặc biệt) | Ròm              | Đoạt giải                     | [ 164 ]         |
| 2021 | Giải Mai Vàng                   | Phim được yêu thích nhất                    | Ròm              | Vinh danh                     | [ 158 ] [ 159 ] |
| 2021 | WeChoice Awards                 | Phim điện ảnh của năm                       | Ròm              | Đề cử                         | [ 165 ]         |
| 2021 | Liên hoan phim châu Á           | Nam diễn viên chính xuất sắc                | Trần Anh Khoa    | Đoạt giải                     | [ 166 ] [ 167 ] |
| 2021 | Liên hoan phim Việt Nam         | Phim truyện điện ảnh                        | Ròm              | Giải thưởng của ban giám khảo | [ 168 ] [ 169 ] |
| 2021 | Liên hoan phim Việt Nam         | Quay phim xuất sắc cho phim truyện điện ảnh | Nguyễn Vinh Phúc | Đoạt giải                     | [ 168 ] [ 169 ] |